# Muneville-le-Bingard

Muneville-le-Bingard este o comună în departamentul Manche, Franța. În 1 ianuarie 2022 avea o populație de 730 de locuitori.